# Nesiacarus philippinensis
Nesiacarus philippinensis är en kvalsterart som beskrevs av Sandór Mahunka 1991. Nesiacarus philippinensis ingår i släktet Nesiacarus och familjen Lohmanniidae. Inga underarter finns listade i Catalogue of Life.